# Makgadikgadi Pans nationalpark
Makgadikgadi nationalpark är en nationalpark i Botswana. Parken ligger 160 kilometer sydöst öm staden Maun. Den avgränsas i norr av en väg och direkt på andra sidan vägen ansluter Nxai Pans nationalpark. Området ligger norr om Kalahariöknen på 900 meter över havet.
På grund av brist på vatten fanns aldrig boplatser i området. Regionen var två år viltreservat innan den 1972 deklarerades som nationalpark. Nationalparken utökades 1992 och den är idag 4 877 kvadratkilometerstor.
Parken ligger i Makgadikgadislätten och kännetecknas av torr savann samt ett flertal "saltpannor". Dessa är relikter av en tidigare insjö. Vegetationen består till viss mån av buskar och längs Botetifloden finns några palmträd. Även baobab och Acacia erioloba kan hittas. Vid floden lever elefanter, sebror och några flodhästar. I de andra delar av parken förekommer större djur bara under regntiden.